# Świat Elmo

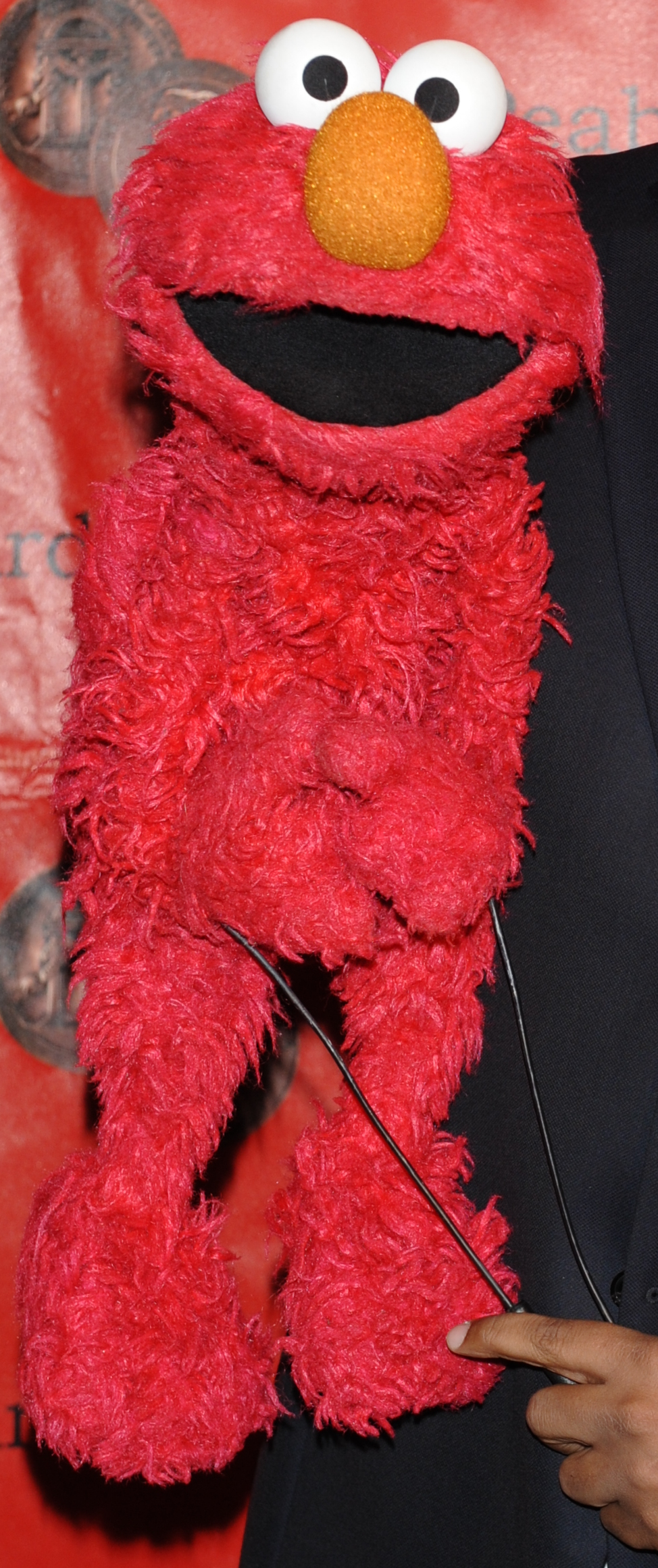
Kukiełka Elmo kontrolowana przez Kevina Clasha (2010)

Świat Elmo (ang. Elmo's World) – serial animowany dla dzieci, którego głównym bohaterem jest Elmo – czerwony stworek z serialu Ulica Sezamkowa. Emitowany na kanale MiniMini od 2005 roku, do 29 października 2012 roku. 

## Bohaterowie
- Elmo – mały, śmieszny, czerwony potworek, ma nos jak pomarańcza.
- Dorota – złota rybka Elmo.
- Pan Gapa – zabawny, mało bystry pan.
- Brat Pana Gapy – podobny do swojego brata, jednak jest łysy.
- Panna Gapa – siostra braci Gapa, ma blond włosy do ramion. Pojawia się w kilku odcinkach.
- Komputer – żółty komputer, kiedy Elmo dostaje wiadomość, biega po całym domu, mówiąc Masz wiadomość.
- Telewizor – na nim Elmo w każdym odcinku ogląda jakiś film.
- Szuflada – otwiera się na hasło Szuflado otwórz się!. Pokazuje różne zdjęcia.
- Roleta – podnosi się, gdy Elmo chce zobaczyć Pana Gapę.
- W każdym odcinku występuje również gość, związany z tematem odcinka, np. Jabłko, Ząb, Akordeon, Buty czy Banan albo Szklanka itd.

## Wersja polska
Opracowanie wersji polskiej: na zlecenie MiniMini – Start International Polska

Reżyseria: Paweł Galia

Dialogi polskie:
- Piotr Radziwiłowicz (odc. 1-4, 10-12, 20-23, 30-31, 36-37, 42-43, 51-61),
- Aleksandra Dobrowolska (odc. 5-7, 13, 15, 26-29, 44-50),
- Olga Krysiak (odc. 8-9, 16-19, 32-35, 38-41),
- Ewa Mart-Więckowska (odc. 14, 24-25)

Dźwięk i montaż: Jerzy Wierciński

Kierownik produkcji: Anna Kuszewska

Udział wzięli:
- Tomasz Bednarek – Elmo
- Cezary Nowak – 
  - komentator,
  - Buty (konferansjer) (odc. 2),
  - tata jednego z dzieciaków (odc. 8)
- Ilona Kuśmierska –
  - narratorka,
  - Różowa wielorybica (odc. 8),
  - Edith (odc. 20),
  - Wróżka (odc. 22)
- Andrzej Arciszewski – 
  - Kapelusz (odc. 3),
  - Kukurydza (odc. 6)
- Aleksander Mikołajczak – 
  - Żółtodziób,
  - Książę (odc. 17)
- Marek Bocianiak –
  - Tolek,
  - Akordeon (odc. 7),
  - Kelner (odc. 8),
  - Samolot (odc. 9)
- Joanna Węgrzynowska –
  - Jabłko (odc. 6),
  - Rysunek (odc. 10),
  - Ząb (odc. 22)
- Jacek Kopczyński – 
  - Szklanka (odc. 8),
  - Banan (odc. 12)
- Bartosz Zaborowski – 
  - Oskar,
  - Małpa (odc. 12)
- Ewa Serwa –
  - Telefon różowy (odc. 16),
  - Roślina (odc. 19),
  - Narratorka (odc. 48)
- Krzysztof Szczerbiński – 
  - Śmierdziuch (odc. 13, 19, 29),
  - Królik (odc. 36),
  - Ser (odc. 46),
  - Szkoła (odc. 47),
  - Kot (odc. 48)
- Sławomir Pacek – 
  - Kaktus (odc. 19),
  - Pająk (odc. 21)
- Małgorzata Puzio – 
  - Zoe,
  - Roszpunka (odc. 17),
  - Elizabeth (odc. 20),
  - Prairie (odc. 21)
- Jarosław Domin – 
  - Liczyhrabia,
  - Tygrys (odc. 48),
  - Śmierdziuch
- Michał Konarski – Niedźwiadek (odc. 23, 26, 41, 43)
- Beata Wyrąbkiewicz – 
  - Rosita (odc. 23, 25),
  - Pysia
- Wojciech Paszkowski – 
  - Ernie,
  - Fred Newman (odc. 56)
- Mieczysław Morański – 
  - Bert,
  - Książka (odc. 32),
  - Nochalopagus (odc. 47)
- Anna Apostolakis – 
  - Dziewczynka, która uwielbiała próbować jeść nowe dania (odc. 6),
  - Lady (odc. 13),
  - Narratorka (odc. 32)
- Zbigniew Konopka – Ciasteczkowy Potwór
- Janusz Zadura – 
  - Grover/Super Grover,
  - Kurtka motocyklowa (odc. 5)
- Olga Bończyk – 
  - Martin (odc. 31)
  - Dziewczynka, która uwielba spać (odc. 33)

oraz
- Kajetan Lewandowski – różne dzieci
- Wit Apostolakis-Gluziński – różne dzieci
- Monika Błachnio – różne dzieci
- Katarzyna Czarnota – różne dzieci
- Jarosław Boberek –
  - piłka do koszykówki (konferansjer) (odc. 1),
  - piłka do futbolu amerykańskiego (odc. 1),
  - rybak z kapeluszem i płaszczem przeciwdeszczowym (odc. 3),
  - Klient (odc. 6),
  - Kanapka z masłem orzechowym i dżemem (odc. 6),
  - Ciasteczkowy Potwór (odc. 33)
- Paweł Galia –
  - Śliwkowa kurtka (odc. 3),
  - Kapusta (konferansjer) (odc. 6),
  - głos mówiący "Wyschnij wreszcie!" (odc. 8),
  - rozbitek poszukujący wody (odc. 8),
  - spiker Kanału Buziowego (odc. 56),
  - Chłopiec, który kochał swoją buzię (odc. 56)
- Andrzej Chudy – taksówkarz (odc. 56)

i inni
Lektorzy: 
- Paweł Szczesny (odc. 1-50),
- Paweł Galia (odc. 51-61)